# سميرة فينتر

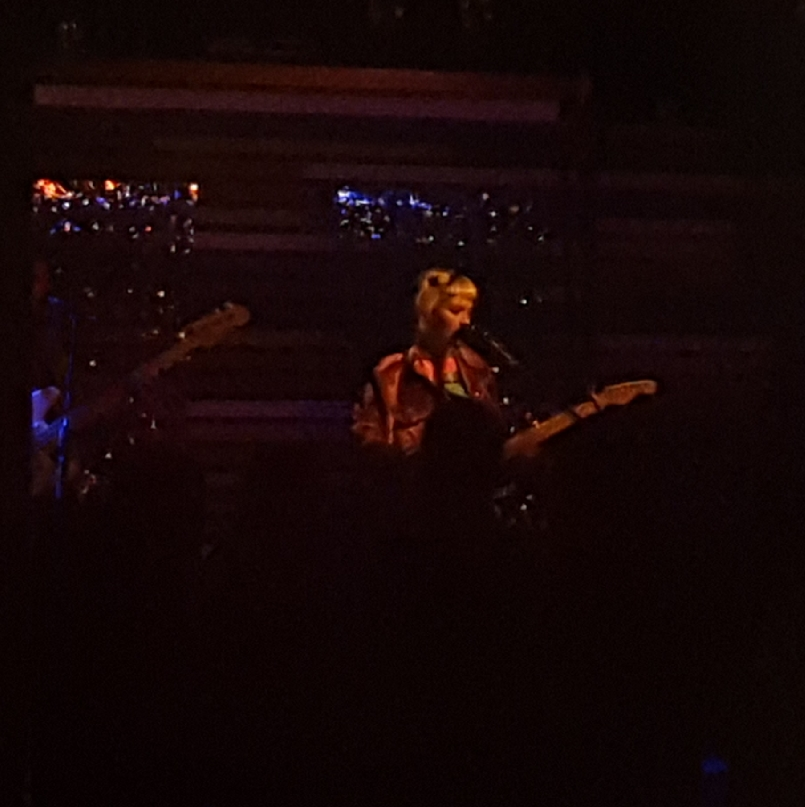
تم تصوير سميرة وينتر في مونتريال، كيبيك، كندا في فندق ريتز بي دي بي.

سميرة فينتر هي مغنية بلجيكية، ولدت في 9 مايو 1991 في كوريتيبا في البرازيل.

## روابط خارجية
- سميرة فينتر على موقع ميوزك برينز (الإنجليزية)
- سميرة فينتر على موقع أول ميوزيك (الإنجليزية)
- سميرة فينتر على موقع ديسكوغز (الإنجليزية)